# Sojuz TMA-22
Sojuz TMA-22 (ryska: Союз ТMA-22) var en flygning i det ryska rymdprogrammet. Flygningen transporterade Anton Sjkaplerov, Anatolij Ivanisjin och Daniel C. Burbank till och från Internationella rymdstationen. Farkosten sköts upp från Kosmodromen i Bajkonur, med en Sojuz-FG-raket, den 14 november 2011. Man dockade med rymdstationen den 16 november 2011. 
Efter att ha tillbringat 165 dagar i rymden lämnade farkosten rymdstationen den 27 april 2012. Några timmar senare återinträdde den i jordens atmosfär och landade i Kazakstan.
I och med att farkosten lämnade rymdstationen var Expedition 30 avslutad.

## Uppskjutning
Uppskjutningen av Sojuz TMA-22 var från början planerad till slutet av september 2011. Vid uppskjutningen av Progress M-12M med en Sojuz-U-raket den 24 augusti 2011, uppstod ett fel på tredje raketstegets raketmotor. Detta ledde till att Progress M-12M aldrig nådde omloppsbana, utan kraschade. Eftersom Sojuz-FG-raketen vilken är den variant som används för bemannade uppskjutningar använder samma typ av tredje raketsteg som Sojuz-U, ställdes alla planerade bemannade uppskjutningar in.
Den 30 oktober 2011 genomfördes en lyckad uppskjutning av Progress M-13M, med hjälp av en Sojuz-U raket. Man kunde nu återuppta förberedelserna för uppskjutningen av Sojuz TMA-22.